# Martín Redrado
Hernán Martín Pérez Redrado (Buenos Aires, 10 de septiembre de 1961) es un economista argentino.  
Se desempeñó como presidente del Banco Central de la República Argentina entre 2004 y 2010, secretario de Comercio y Relaciones Económicas Internacionales de la Nación entre 2002 y 2004, y presidente de la Comisión Nacional de Valores entre 1991 y 1994.

## Biografía

### Comienzos
Martín Redrado cursó estudios primarios y secundarios en el colegio San Andrés (de Buenos Aires). Economista de la Universidad de Buenos Aires.
Durante el menemismo entre 1991 y 1994 fue nombrado presidente de la Comisión Nacional de Valores. En 1996 fue designado por Carlos Menem como Secretario de Estado en el Área de Educación Tecnológica del Ministerio de Educación. [cita requerida]Asesor en la privatización de: British Airways, British Gas y Compagnie Financière de Suez (Salomon Brothers.
de los Estados Unidos) y Teléfonos de México.El 19 de enero de 2010 el abogado Eduardo Barcesat promovió una denuncia penal contra Adrián Martín Pérez Redrado por el delito de malversación de caudales públicos, administración fraudulenta, incumplimiento de autoridad y violación de deberes de funcionario público.
Su desempeño al frente de la CNV terminó intempestivamente por las profundas diferencias con el entonces ministro quien le imputaba un inconveniente manejo de la oferta pública de acciones telefónicas que habían quedado en poder del Estado tras su privatización.

### Presidente del Banco Central
Fue presidente del Banco Central de la República Argentina desde el 24 de septiembre de 2004 hasta el 29 de enero de 2010 cuando presentó su renuncia.Su designación género críticas de diversos sectores, la titular de ARI, Elisa Carrió, criticó la designación de Redrado, ya que "es un hombre del pasado, no un hombre nuevo". Carrió manifestó que el nombramiento se hizo de modo "presuroso y arbitrario, como se hace todo en el país, sin sinceridad". Federico Sturzenegger califico de errada su designación, en tanto Mauricio Macri evaluó a Redrado como "absolutamente negativo".Rodolfo Terragno advirtió los objetivos de la política monetaria los fija la ley, pero en la Argentina los que no son técnicos se meten en todo, y al final quienes manejan los hilos son los lobbies".
Durante su presidencia, el 11 de enero de 2009 el juez de Nueva York Thomas Griesa incautó 1,83 millones de dólares del Banco Central de Argentina, que tenía en una cuenta en esa ciudad. Se trata de una denuncia penal que había presentado el abogado Eduardo Barcesat contra Redrado por los delitos de malversación de caudales públicos, enriquecimiento ilícito y abuso de autoridad, a partir de una información periodística en donde, según la publicación, se habían detectado en el BCRA diversos gastos sin autorización ni intervención previa del Directorio y que fueron dispuestos por el entonces titular de esa repartición.
Entre los gastos denunciados se encontraban la compra de una flota de automóviles y la contratación de diarios y revistas, de talleres de yoga, tango, actuación, coro y danzas folclóricas, entre otros. En aquella publicación también se había hecho referencia a la vivienda permanente de Redrado, ubicada en el barrio de Belgrano y cuyo valor estimado que rondaba varios millones de dólares estadounidenses.
Durante su paso al frente del BC se desarrolló un conflicto por comprar de bonos cuando se identificó una operatoria de compra y venta de títulos por 11 mil millones de pesos que llevó adelante Redrado, que le habría hecho perder al Estado 5127 millones. La maniobra le generó grandes pérdidas patrimoniales al Estado mediante una serie de operaciones financieras para favorecer a los Banco Mariva y Banco Macro.

#### Conflicto con el Poder Ejecutivo
A fines de diciembre de 2009, Cristina Fernández de Kirchner lanzó el Fondo del Bicentenario, por 6569 millones de dólares estadounidenses, creado con el excedente de reservas del Banco Central, con el fin de garantizar el pago de los intereses de la deuda externa, lo que reduciría drásticamente los intereses que esperaban cobrar las empresas financieras multinacionales.
El propio Redrado cinco años antes había avalado la decisión del expresidente Néstor Kirchner de utilizar el excedente de reservas del Banco Central para el pago de los 10 000 millones de dólares para el pago de la deuda total con el FMI.
Ante la demora de Redrado en implementar ese fondo, el 7 de enero de 2010, la presidenta firmó el DNU 18/2010, para destituirlo. todos los ministros que integran el Gabinete Nacional, los cuales refrendaron dicho decreto.
La medida dispuesta por la presidenta fue criticada por la oposición, Redrado fue denunciado por incumplimiento de deberes de funcionario público.

Estoy convencido de que las reservas tienen que quedar dentro del Banco Central porque son de todos los argentinos, no son de nadie en particular. El Congreso debe decidir sobre sus destinos. [...]
Martín Redrado

Días después, el fiscal federal Guillermo Marijuán imputó a Martín Redrado al haber sido denunciado por abuso de autoridad que realizó contra un empleado jerárquico del BCRA, a quien Redrado removió en tiempo récord tras su vuelta al Banco Central.
El líder de la Asociación de Bancos Argentinos (ADEBA), el banquero Jorge Brito, cuestionó la decisión de Redrado y pidió que aceptara su deposición para «contribuir a la estabilidad».
El 29 de enero de 2010, Redrado presentó su renuncia como presidente del Banco Central de la República Argentina, asumiendo el vicepresidente del BCRA.
luego de que la Cámara en lo Contencioso y Administrativo ratificara que las decisiones sobre la utilización de las reservas del Banco Central debían ser aprobadas por el Congreso Nacional.
Aníbal Fernández (Jefe de Gabinete), aseguró en declaraciones a los medios, que la presidenta no le aceptaría la renuncia a Redrado: «Para nosotros la renuncia no existe».
Finalmente el 3 de febrero de 2010 la destitución fue confirmada por una comisión bicameral del Congreso. En lugar de Martín Redrado asumió Mercedes Marcó del Pont.
que los “argentinos aprendan a quién votar” Días después el dictamen de la fiscalía ordenaba investigar si el Ejecutivo instruyó al BCRA para que no interviniera en el mercado cambiario el 12 de agosto, donde se produjo “una suba indefinida del dólar” frente a la cual el BCRA se comportó de modo “anormal, extraño e inusual” investigándose si hubo una instrucción directa del presidente para causar una corrida cambiaria.
Desde 2011 es miembro del Tribunal de Solución de Controversias de la Organización Mundial del Comercio y Presidente de la Fundación Capital.
En 2014 manifestó su rechazo a la conformación de la comisión bicameral que investigará el caso del banco HSBC tras descubrirse que el banco británico había facilitado el lavado de dinero creando 4.000 cuentas abiertas por argentino la en el exterior en paraísos fiscales

## Causas judiciales y sobreseimientos
En 2006 se encontraba procesado en una causa judicial comenzada en 2002, en la que había sido acusado de presunta malversación de caudales públicos por 46 000 pesos, monto que incluía el pago de sobresueldos, cuando dirigía la Comisión Nacional de Valores en los años noventa.
En 2010 fue denunciado por «incumplimiento de los deberes de funcionario público y mala conducta»; ante el juzgado federal número 5, a cargo del juez Norberto Oyarbide, por su negativa a habilitar reservas de la entidad para pagar deuda.
El diputado de Proyecto Sur, Claudio Lozano, lo denunció por una operatoria de compra y venta de títulos públicos por 11 mil millones de pesos; de acuerdo a la acusación, la misma le habría hecho perder al Estado 5127 millones de pesos, en beneficios de los bancos Mariva y Macro.
En 2010 fue sobreseído en una causa que le inició Marcos Eduardo Moiseeff, gerente de asuntos legales del BCRA, por supuesto «abuso de poder» porque había sido designado subgerente durante el interinato de Pesce y removido luego por Redrado. El juez federal Julián Ercolini sobreseyó la causa en marzo del mismo 2010.
En agosto de 2010, Redrado fue sobreseído en una causa en la que había sido denunciado penalmente en la Justicia federal en marzo de ese año, por presuntos gastos sin la autorización del directorio, entre los que se encontraban la contratación de clases de arte, la suscripción a diarios y revistas y la compra de aires acondicionados. La denuncia fue llevada adelante por el abogado Eduardo Barcesat sobre la base de informaciones periodísticas y desestimada por la Justicia.
En 2013 fue denunciado por un ex asistente, por supuestamente haberlo tenido durante dos años contratado, tercerizado a través de la Aceitera General Deheza, para la cual Redrado trabaja como «consultor externo». El exasesor de prensa de Redrado, Juan Caruso, habría sido despedido sin previo aviso y sin indemnización, luego de trabajar tiempo completo para el economista entre julio de 2010 y julio de 2012.
El 25 de octubre de 2022, se conoció a través de los medios de comunicación que sufrió un embargo en sus cuentas bancarias por no cumplir con la cuota alimentaria de 10 meses que le adeuda a su expareja Luciana Salazar, por la manutención de la hija de Luciana, Matilda Salazar. Cuando Matilda Salazar nació, Redrado y Salazar eran pareja, por lo que este se comprometió motu proprio en su momento mediante contratos firmados ante escribano público a mantener económicamente a la niña hasta la mayoría de edad. Al incumplir estos acuerdos, el expresidente del Banco Central fue embargado en sus principales cuentas bancarias, hasta que cumpla con los acuerdos estipulados, dándole la justicia la razón a la expareja del economista.

## Vida privada
Contrajo matrimonio con Ivana Pagés desde 1995 a 2010. Fueron padres de dos hijos: Tomas y Martina. Redrado mantuvo una relación con la actriz, vedette y modelo Luciana Salazar, de quién se separó en marzo de 2018.
Salazar y Reddrado mantienen un juicio en el juzgado de familia.
Según expresó Redrado, Matilda no es su hija biológica, sino que acompañaba sentimentalmente: “Quiero decirlo con todas las letras, Matilda Salazar no es mi hija. Acompañé en su momento. Luciana decidió tomar una decisión que yo respeté y apoyé mientras éramos pareja. Pero eso terminó hace 4 años”.
Tras la separación de la pareja, Luciana Salazar pidió manutención en dólares de Martina hasta que cumpla los 18 años. Pero Martín dejó en claro que no tiene obligaciones económicas para con la niña, ni para con la madre.
En un programa emitido con Pallares y Lussich, Luciana expresó: “Nunca salió de mi boca que Martín Redrado era el padre biológico de mi hija. Espero que nadie más chicanee con ese tema. Y cuando digo biológico, es porque digo biológico”.'
Además agregó: “Martín Redrado está mintiendo absolutamente en todo con este tema, de una forma descarada. Es mentira que no tiene obligaciones. Tiene obligaciones por muchos años. Y hay una firma bajo una escribana pública”.'
En julio de 2022, Redrado celebró una fiesta en Italia con su pareja María Lujan Sanguinetti, a la que algunos medios se refirieron como ''boda'', pero en los días siguientes salió a la luz que fue una simple celebración con amigos, ya que nunca hubo ceremonia civil en Italia o en Argentina, careciendo esta de toda legalidad tanto para la justicia italiana como para la argentina.

## Publicaciones
- 1995: Tiempos de desafíos
- 1999: Cómo sobrevivir a la globalización
- 2003: Exportar para crecer
- 2010: Sin reservas.[55]
- 2015: Las cuentas pendientes.